# Райс, Кондолиза
Кондоли́за Райс (англ. Condoleezza Rice; род. 14 ноября 1954 года, г. Бирмингем, штат Алабама) — американский политический и государственный деятель, 66-й Государственный секретарь США (с 26 января 2005 по 20 января 2009), сменила на этом посту Колина Пауэлла. Райс — вторая женщина, после Мадлен Олбрайт, и первая темнокожая женщина на этом посту. Советник президента США по национальной безопасности во время первого срока президентства Джорджа Буша (младшего) (2001—2005). До прихода в команду Буша, с 1993 по 1999 год, — проректор Стэнфордского университета, профессор, доктор политологии. С 2020 года — директор Гуверовского института войны, революции и мира.
При администрации Джорджа Буша (старшего), во время распада СССР и объединения Германии — советник президента по вопросам СССР и Восточной Европы.

## Юность и образование
Райс родилась в Бирмингеме, штат Алабама, и росла неподалёку от Титусвилля (англ. Titusville) в семье, относящейся к среднему классу. Отец, Джон Уэсли Райс-младший (англ. John Wesley Rice, умер в 2000 году в возрасте 77 лет), — пресвитерианский священник. Преподобный Райс был руководителем высшей школы Ульмана и священником в вестминстерской пресвитерианской церкви, основанной его отцом. Мать, Анджелина Райс (девичья фамилия Рэй, англ. Ray, умерла в 1985 году от рака груди в возрасте 61 года), — преподаватель музыки и ораторского искусства в Ульмане.
Уникальное имя Кондолиза происходит от итальянского музыкального термина «Con dolcezza», «кон дольчецца», что значит «с нежностью» (пометка на полях нот).
С раннего детства Кондолиза показала себя очень способной девочкой: в возрасте пяти лет она уже могла читать очень свободно и быстро. Поэтому родители приняли решение отдать её в местную чёрную начальную школу раньше, чем полагалось. С детства мать учила дочку игре на фортепиано, они вместе познавали мир музыки и искусства. В те самые годы Конди впервые заинтересовала политика, она с удовольствием смотрела новости по телевизору. Среди одноклассников Кондолизу выделяли её зрелость и перфекционизм.
Уже в детстве она на себе испытала расовую дискриминацию, избирательность и несправедливость законов. Однако она уверенно вела себя на публике, старалась ограничить свой быт домом, а не пользоваться унизительными услугами «для цветных» в городе. Райс так отзывается о своих родителях и их взглядах: «Они отвергали ограничения и несправедливость того времени, которые могли бы ограничить наши горизонты».
Тем не менее Райс вспоминает множество случаев притеснения, связанных с цветом её кожи: в магазине при покупке вещей её заставляли пользоваться складским помещением, а не примерочной, её не пускали в цирк в парке отдыха, ей отказывали в приёме в гостиницах, подавали несъедобную пищу в ресторанах. Хотя родители старались оградить её от унижения и дискриминации, сама Райс с детства очень хорошо разбиралась в проблемах борьбы за гражданские права и дискриминационных законах Джима Кроу. Соседка Джулиемма Смит рассказывала: «[Конди] обратилась однажды ко мне и сказала: „Вы видели, что сказал сегодня Бык Коннор?“, и такое было не раз, а ведь она в то время была совсем маленькой девочкой. Мне приходилось внимательно читать газеты, чтобы понять, о чём она может меня сегодня спросить». Сама Райс так описывает эру сегрегации: «Те страшные события глубоко врезались мне в память. Я пропустила много учебных дней в сегрегированной школе из-за сообщений о заложенных бомбах».
В дни острой борьбы за гражданские права преподобный Райс вооружился и охранял дом, пока Кондолиза училась игре на фортепиано. С церковной кафедры он осуждал лидера движения за гражданские права Фреда Шаттлсворта и его последователей, называя их «необразованными, заблудшими неграми», внушая дочери и студентам, что они достойны уважения, что они имеют право на успех, нужно просто быть «вдвое добродетельнее» (англ. «twice as good») чтобы преодолеть несправедливость как порочную систему. Даже поддерживая цели движения за гражданские права, семья Райс не всегда соглашалась с тактикой, которую использовали активисты этого движения, если она ставила детей на опасный путь, подвергала их жизни опасности.
Кондолизе было восемь лет, когда Дениза Макнейр (англ. Denise McNair), её школьная подруга, погибла при взрыве бомбы в афроамериканской баптистской церкви на Шестнадцатой улице 15 сентября 1963 года. Сама Райс так описывает своё состояние в тот момент:

Я помню взрыв в Воскресной школе в Баптистской церкви на 16-й улице в Бирмингеме в 1963. Я не видела, как это случилось, но слышала это, я чувствовала это, это произошло в нескольких шагах от церкви моего отца. Этот звук я никогда не забуду, он всегда будет отдаваться во мне. Та бомба унесла жизни четырёх девочек, моей подруги Денизы Макнейр. Преступники рассчитывали подавить надежду в начинающейся жизни, похоронить устремления. Этого не произошло, планам преступников не суждено было сбыться.

Кондолиза Райс. Церемония присуждения университетских стипендий, Университет Вандербилт, 13 мая 2004
Становление личности Райс происходило на фоне расовой сегрегации, она учится уверенно смотреть в глаза трудностям, девиз «быть вдвое добродетельным, вдвое лучшим» обретает для неё в этот момент большое значение. Сегрегация укрепляет уверенность Райс в необходимости права на ношение оружия, в одном из своих интервью Райс говорит, что если бы регистрация оружия в тот момент была обязательной, то револьвер её отца мог быть конфискован, что сделало бы их семью беззащитной перед налётчиками из Ку-клукс-клана.
В 1967 году семья Райс переехала в Денвер, где отец получил руководящую должность в Денверском университете. Она посещает небольшую женскую католическую школу — академию Святой Марии.
После участия в Аспенском музыкальном фестивале, Райс поступает в Денверский университет, в котором её отец работает помощником декана и куратором класса, прозванного «Чёрный опыт Америки».
Декан Райс был ярым противником расизма, позиции притеснения и ущемления прав, активно выступал против войны во Вьетнаме.
В 1970 году Райс оканчивает Академию Святой Марии. В 1974, в возрасте 19 лет, она удостаивается звания бакалавра политических наук и становится членом общества Фи Бета Каппа Денверского университета. В 1975 году получает звание магистра политических наук университета Нотр-Дам. После чего она некоторое время не могла определиться с выбором: юридическое образование всегда было очень престижным, но в то же время политика интересовала её больше всего на свете. В конечном итоге она поступила в Высшую школу международных исследований при Денверском университете, основанную Джозефом Корбелом, отцом Мадлен Олбрайт. Райс увлекается СССР и международными отношениями, а самого Корбела она называет «одной из главных фигур в её жизни». В её обучение также входила семинедельная поездка в Советский Союз с небольшой остановкой в Польше. Закончила Райс свою докторскую программу в возрасте двадцати шести лет. Многие чернокожие завидовали ей и её успехам, а многие белые, увидев её впервые, недооценивали её способности, так как считали, что чёрные слабее белых умом. Но Кондолиза доказывала всем обратное, вызывая восхищение у недоброжелателей.
Первое место работы, с 1977 года — Бюро по делам культуры и образования при Государственном департаменте при администрации Джимми Картера. Также она приняла приглашение продолжить свои исследования в Стэнфордском центре международной безопасности и контролю вооружений, часть Института международных исследований (Калифорния). Через несколько месяцев после прибытия в Центр она выступила с речью на кафедре политологии, где как раз требовался квалифицированный чернокожий специалист. Она начинает преподавать и ведёт несколько курсов, часть из которых об СССР и международных организациях. Ей очень нравилось читать лекции, приводя несколько неожиданные сравнения, например, войны и футбола, а студентам нравилось слушать её. Вероятно, любовь к преподаванию передалась Кондолизе от родителей, которые были учителями.
За всё время, которое она провела в Станфорде, Кондолиза написала три политически-исторические книги, одна из которых была отмечена престижной премией. В 1981, в возрасте 26 лет, в Денвере Райс получает звание доктор политологии (PhD).
Кроме родного английского, в разной степени владеет русским, немецким, французским и испанским языками.
До 1982 года Райс принадлежала к Демократической партии, но позже становится членом Республиканской партии. Определённое влияние в политическом самоопределении Райс сыграл и её отец, которому было отказано в регистрации на выборах от Демократической партии Алабамы.
С трёхлетнего возраста Кондолиза занималась изучением французского языка, музыки, увлекается балетом и фигурным катанием. С 15 лет она серьёзно занимается музыкой, рассчитывая стать профессиональной пианисткой. Её планы изменились, когда она поняла, что уровень её исполнения не настолько высок, чтобы обеспечить её средствами к существованию. Сама она оценивала своё исполнение как «достаточно хорошее, но не впечатляющее», и отмечала, что у неё не было возможности уделять должное внимание фортепианной практике. Даже не будучи профессиональным исполнителем, Райс по-прежнему не бросает занятия музыкой и периодически выступает с различными камерными коллективами.

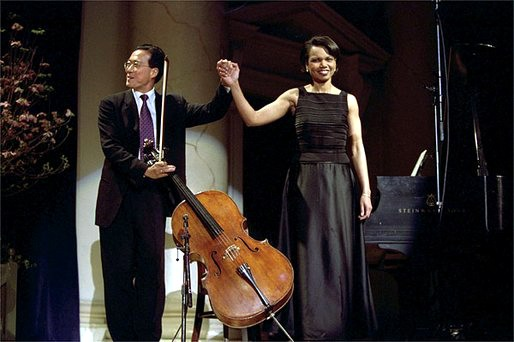
Кондолиза Райс и виолончелист Йо Йо Ма

В апреле 2002 она аккомпанировала известному виолончелисту Йо Йо Ма в исполнении скрипичной сонаты ре минор Брамса во время вручения Национальных премий в области искусств (англ. National Medal of Arts Awards). Райс также исполнила вторую часть этого произведения Брамса со знаменитым малайзийским скрипачом Мустафой Фузер Нави на торжественном ужине глав стран, членов АСЕАН 27 июля 2006 года, во время встречи с генерал-губернатором Канады Микаэль Жан 25 октября 2005 года играла на рояле Гленна Гульда, демонстрировала свои музыкальные дарования во время открытия нового сезона телепередач Кэти Курик «60 минут».
Своими любимыми музыкальными произведениями Райс назвала песни Элтона Джона, Ареты Франклин, групп Cream, U2, Celebration, Kool & the Gang. В академической музыке предпочитает произведения Моцарта, Брамса, Бетховена, Мусоргского.

## Научная деятельность и карьера
В 1981—1987 Райс занимает свою первую академическую должность — доцент в области политологии Стэнфордского университета, затем добивается сначала звания адъюнкт-профессор (1987—1993, в период с 1989 по 1991 не работала в университете), а в 1993 году звания профессор. С этого момента до 2000 года занимает пост проректора, распорядителя бюджета и академического служащего университета. Она также занимает должность старшего члена института международных исследований Фримена Спольи (англ. Freeman Spogli Institute for International Studies), и, в знак признательности, старшего члена института Гувера (англ. Hoover Institution). Как специалистка по истории СССР в середине 1980-х выступает с курсом лекций в рамках объединённой программы университетов Стэнфорда и Беркли, проходившей под руководством профессора Джорджа Бреслауэра. В это время Райс увлекается чтением произведений Льва Толстого и Достоевского, по слухам, она говорила своим друзьям, что эта литература заставила изменить её взгляд на окружающий мир. Саму Райс считали рассудительной, дружелюбной, но строгой, пользующейся популярностью у студентов. Во время итоговых экзаменов, по давней университетской традиции, она как преподаватель готовит так называемые «ночные завтраки» для студентов.
На посту проректора доктор Райс была ответственна за распределение многомиллионного университетского бюджета. К моменту вступления в должность его дефицит составлял 20 млн долларов, Райс пообещала, что этот дефицит будет ликвидирован в течение двух лет. По мнению Койта Блэккера, заместителя директора Стэнфордского университета международных исследований, дефицит университетского бюджета был предсказуем, и не мог быть устранён из-за особенности ведения финансовых дел в учебном заведении. Однако через два года на совещании, созванном Райс, было объявлено, что университет не только избавился от дефицита бюджета, но и приобрёл профицит в 14,5 млн долларов.
Проректор Райс также была ответственна за связи с образовательными учреждениями, способствовала поддержанию дружественных взаимоотношений с различными студенческими организациями, например, с организацией студентов Венесуэлы. Уже после перехода на государственную службу, в июне 2002 она посещает Стэнфорд, где принимает участие в церемонии присуждении университетских степеней. Райс первая женщина, первый афроамериканец и самый молодой человек на посту проректора за всю историю университета.
Доктор Райс является членом Американской Академии Наук и Искусства, является почётным доктором Колледжа Морхауз (1991), университета Алабамы (1994), университета Нотр-Дам (1995), школы права Миссисипи (2003), университета Луисвилля, Мичиганского государственного университета (2004), Бостонской школы права (2006).

## Деловая карьера
Райс занимала посты в советах директоров таких компаний как Carnegie Corporation, Фонд Карнеги за международный мир, Charles Schwab Corporation, Chevron Corporation, Hewlett-Packard, Rand Corporation, Transamerica Corporation, William and Flora Hewlett Foundation, KQED, Вещательной компании Сан-Франциско. Она также была членом советов поверенных университета в Нотр-Даме, Международного совета Моргана, симфонического оркестра «San Francisco Symphony».
До перехода в администрацию президента Райс занимала пост главы комитета по публичной политике корпорации Chevron. В это время по решению Chevron в её честь был назван нефтеналивной танкер, впоследствии, однако, переименованный в Altair Voyager.
Большое внимание она уделяла и общественным связям, была одним из основателей фонда поддержки школ Калифорнии, вице-президентом молодёжной организации Boys and Girls Clubs of America. Принимала участие в работе Национального совета по изучению Советского Союза и Восточной Европы, городского совета Станфордского полуострова, Центра Вудро Вильсона.

## Политическая карьера

### Начало карьеры
В 1986, являясь членом Совета по международным связям, Райс становится специальным ассистентом председателя объединённого комитета начальников штабов. С 1989 по март 1991 года Райс занимала должность директора, затем старшего директора отдела по делам СССР и Восточной Европы Совета национальной безопасности США и особого помощника президента по делам национальной безопасности. На этой должности она была ключевой фигурой в политических вопросах Восточной Европы и объединения Германии.
Представляя Райс Михаилу Горбачёву, президент Буш-старший сказал: «Всеми моими знаниями о Советском Союзе я обязан ей».
В 1991 году Райс возвращается в Стэнфордский университет, одновременно являясь востребованным специалистом по Восточной Европе, проводит консультации и в частном, и в официальном секторе. В это же время она, по инициативе губернатора Калифорнии Пита Уилсона, принимает участие в работе двухпартийного комитета по организации избирательных округов штата.
В 1997 году Кондолиза Райс работала в Федеральном консультативном комитете по единой подготовке мужчин и женщин в вооружённых силах.
Во время предвыборной кампании Джорджа Буша в 2000 году Райс на один год покидает Стэнфордский университет и становится советником будущего президента по вопросам внешней политики. Группа консультантов, которую возглавляла Райс, называла себя «Вулканы», в честь монумента «Вулкан», установленного в её родном городе Бирмингеме. На съезде Республиканской партии в 2000 году Райс выступает с программным заявлением.

### Советник по национальной безопасности (2001—2005)

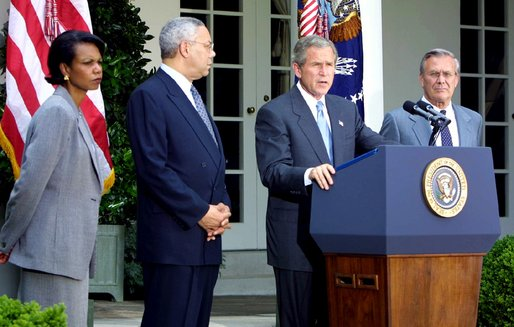
Кондолиза Райс, Колин Пауэлл, Джордж Буш и Дональд Рамсфельд. 24 июня 2002 года.

17 декабря 2000 Кондолиза Райс назначена на пост советника по национальной безопасности и уходит со всех постов в Стэнфордском университете. В 2001 Райс становится членом группы Скоукрофта и принимает участие в подготовке доклада «2001 Цель Морзе: Вашингтонские деятели и активисты в Японии».
В течение лета 2001 года Райс практически ежедневно встречается с директором ЦРУ Джорджем Тенетом для обсуждения возможности террористических атак в Америке и их предотвращения. Особо заметной была встреча 10 июля 2001 года, которая прошла в Белом доме, на которой Тенет, назвавший эту встречу «экстренным совещанием», доложил о возможно готовившейся террористической атаке со стороны Аль-Каиды. Райс попросила Тенета передать соответствующие материалы Дональду Рамсфельду и Генеральному прокурору Джону Эшкрофту.
Комментируя те события, Райс утверждала, что в то время часто встречалась с Тенетом, но не помнит этого совещания, и утверждает, что для неё было бы просто немыслимо проигнорировать информацию о террористической угрозе за два месяца до событий 11 сентября 2001 года.
Райс — твёрдый сторонник вторжения в Ирак. После истечения срока, определённого в декларации ООН (8 декабря 2002 года) на предоставление сведений по оружию массового поражения в Ираке, Райс пишет статью для газеты The New York Times, которая называлась «Почему мы уверены, что Ирак лжёт».
В марте 2004 Райс отказалась давать показания под присягой перед Национальной комиссией по террористической атаке на Соединённые Штаты (комиссия 9/11). Белый дом обосновал этот отказ особыми привилегиями, основанными на принципе разделения властей и сложившейся традицией отказа от дачи показаний представителями власти публично. Однако, из-за усилившегося давления на администрацию президента, Буш был вынужден дать согласие на дачу Кондолизой Райс показаний Национальной комиссии при условии, что данный случай не будет считаться прецедентом, и в будущем Конгресс США не будет настаивать на даче показаний сотрудниками администрации президента. Дополнительным аргументом в пользу такого решения был ещё и тот факт, что Кондолиза Райс фактически будет отвечать на вопросы комиссии, а не конгресса. Данное разбирательство состоялось 8 апреля 2004 года, таким образом Райс стала первым действующим советником по национальной безопасности, вынужденным давать показания о своей политической деятельности.
В ходе предвыборной президентской кампании 2004 года Райс становится первым в истории советником по национальной безопасности, участвующим в агитации за действующего президента и использует это обстоятельство для продвижения свой позиции по Ираку — она считает, что правительство Саддама Хусейна способствует развитию на территории Ирака условий для развития террористических угроз, аналогичных событиям 11 сентября 2001 года. На митинге в Питтсбурге Райс заявила: «Сам Хусейн не имел отношения к атакам на Америку, но Ирак Хусейна тлеющий и нестабильный, являющийся частью Ближнего Востока, стал одним из условий возникновения ситуации 11 сентября».
10 января 2003 года, отвечая на вопросы журналиста CNN, Кондолиза Райс выразила обеспокоенность в отношении программы создания оружия массового поражения в Ираке, по мнению журналиста Вольфа Блитцера (англ. Wolf Blitzer), тон её высказывания был «угрожающим». Райс заявила: «Проблема лишь в том, что нельзя точно сказать как быстро он получит ядерное оружие. Мы не хотим ждать доказательств этого в виде грибовидного облака». Критики считали, что такие яркие образы в выступлении были призваны аргументировать планы администрации по вторжению в Ирак и смене правящего режима.
В 2003 году Райс принимает участие в дебатах о программе Мичиганского университета по ликвидации расовой дискриминации, в целом придерживаясь достаточно нейтральной точки зрения в этом вопросе, считая, что в настоящее время расово-нейтральная позиция наиболее предпочтительна, и что политика университета должна учитывать расу «лишь как один из многих других факторов». В целом Райс придерживается позиции президента Буша в отношении расовой политики.

### Государственный секретарь (2005—2009)

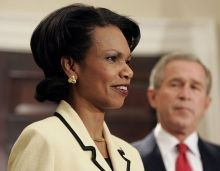
Кондолиза Райс после выдвижения Джорджем Бушем (на заднем плане) её кандидатуры на пост государственного секретаря.

16 ноября 2004 года кандидатура Кондолизы Райс была выдвинута на пост Государственного секретаря США, вместо Колина Пауэлла, об отставке которого было объявлено днём ранее. На освободившийся пост советника по национальной безопасности был назначен Стивен Хэдли. 7 января 2005 года на пост заместителя государственного секретаря была предложена кандидатура торгового представителя США Роберта Зеллика. 19 января 2005 года комитет сената США по международным отношениям проголосовал 16 голосами против 2 за вынесение кандидатуры Райс на утверждение сенатом. Против Райс проголосовали представители Демократической партии Джон Керри и Барбара Боксер. Во время обсуждения в комитете сената Барбара Боксер подняла на обсуждении вопрос о личной жизни Райс, который некоторые наблюдатели посчитали неуместным в подобной ситуации. 26 января 2005 года на заседании сената Кондолиза Райс 85 голосами против 13 была утверждена на посту государственного секретаря. Такое количество голосов поданных против утверждения госсекретаря было самым большим с 1825 года. Против голосовали независимые сенаторы и сенаторы от Демократической партии, которые, по мнению Барбары Боксер, хотели чтобы «доктор Райс и администрация Джорджа Буша несли ответственность за провал операции в Ираке и войну с терроризмом», они аргументировали своё решение тем, что Райс была безответственна, приравнивая режим Хусейна к исламскому терроризму, и в целом не поддерживали принимаемые ею решения.

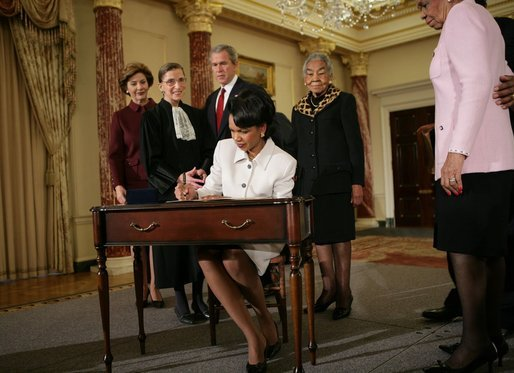
Государственный секретарь Кондолиза Райс на подписании официальных документов после принятия присяги в государственном департаменте. Слева Лора Буш, судья Рут Бедер Гинзбург, Джордж Буш и член семьи Райс.

30 октября 2005 года Райс посещает свой родной штат Алабаму, где принимает участие в памятных мероприятиях, посвящённых вдохновителю и активному участнику Американского движения за гражданские права Розе Паркс. Райс отмечала, что она и её сверстники, выросшие в Алабаме и бывшие свидетелями деятельности Паркс, возможно не полностью понимают, какую роль она сыграла в их жизни, но «я могу честно сказать, что без миссис Паркс я, вероятно, не стояла бы здесь сегодня в качестве госсекретаря», подчеркнула она.
24 сентября 2006 года Райс приняла участие в программе Кэти Курик «60 минут» и рассказала о своём детстве в Бирмингеме, о работе в качестве советника президента и госсекретаря в администрации Буша.

#### Основные направления деятельности

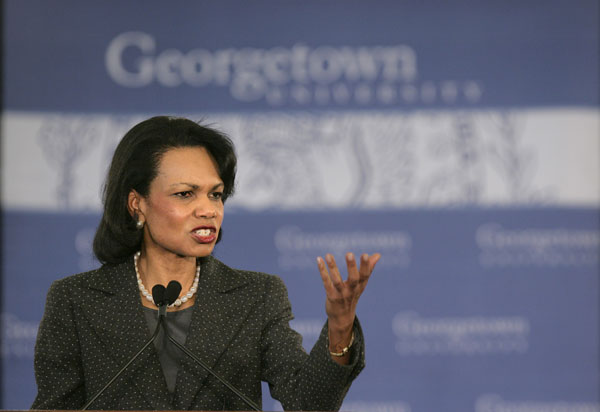
Райс раскрывает суть плана реструктуризации внешней политики Соединённых Штатов, названного «Трансформированная дипломатия». Выступление в Джорджтаунском университете 18 января 2006.

После вступления в должность госсекретаря в январе 2005 года Райс начинает целый ряд крупных реформ и преобразований как в департаменте, так и в дипломатии США в целом. Одной из наиболее заметных инициатив принято считать реформу, названную «Трансформированная дипломатия», целью которой является по мнению Райс, «работа с многими партнёрами по всему миру… строительство и поддержка демократии, самоопределения государств, что отвечает требованиям людей и позволяет им интегрироваться в международную систему».
 Трансформированная дипломатия Райс включает пять основных элементов:
- Перемещение американских дипломатов в те точки мира, где они наиболее необходимы.
- Требование от дипломатов отработать некоторое время в «горячих точках», приобрести глубокие знания как минимум о двух регионах мира и овладеть как минимум двумя иностранными языками.
- Концентрация на решении таких проблем как терроризм, незаконный оборот наркотиков и медицина.
- Работа с другими государствами на двусторонней основе: помощь при создании собственной инфраструктуры и снижение их зависимости от дотаций и материальной помощи, оказываемой американской стороной.
- Разработка высокоуровневой политики: руководство в сфере международной поддержки наблюдения и дефрагментации материальной помощи, оказываемой Соединёнными Штатами.

Во время презентации своей программы «Трансформированная дипломатия» 18 января 2006 в Джорджтаунском университете Райс отметила несоразмерность численности американских дипломатов численности населения страны, в которой они работают. Например, по подсчётам Райс, «в Германии, стране с населением в 82 миллиона человек, мы имеем такое же количество дипломатов, как в Индии с населением около миллиарда». По её заверению, многие дипломаты из комфортных условий Европы будут переведены на работу в Китай, Индию, Бразилию, Египет, Нигерию, Индонезию, Южную Африку и Ливан, эти страны станут «новой линией фронта нашей дипломатии».
Райс отмечала, что для реализации этой программы всем американским дипломатам придётся работать на «тяжёлых должностях» и решать «сложные задачи» таких стран как Ирак, Афганистан, Судан и Ангола. Этот шаг необходим для обеспечения безопасности, борьбы с бедностью и проведения демократических реформ, всё это поможет улучшить юридическую и экономическую системы, здравоохранение, образование в этих странах. Райс предложила дипломатам акцентировать своё внимание на изучении таких новых языков как китайский, арабский и урду.
Другой аспект трансформированной дипломатии, отмеченный в выступлении Райс, это акцент в поиске особых решений для каждого отдельного региона вместо применения одной официальной позиции во всех случаях, однако необходим и транснациональный подход к решению некоторых проблем, так как «в XXI веке целые регионы взаимно интегрируются экономически, политически и культурно. Это даёт им новые возможности, но представляет и определённую опасность, особенно такие формы угроз как терроризм, распространение оружия, контрабанда наркотиков, болезни».
Важным моментом региональных решений является создание небольших, хорошо скоординированных групп специалистов для решения возникающих проблем, например, вирусных эпидемий, вместо традиционной практики решения подобных дел через посольства. Райс объяснила, что этот метод подразумевает выведение американских дипломатов из «дальних министерских кабинетов» и усиление эффекта локализации дипломатии США в зарубежных странах, охват «новых бурных центров популяции», целых стран и регионов с основной целью — ближе познакомиться и понять людей и их чаяния.
Наконец, Райс озвучила основные шаги по реструктуризации международной помощи США, в числе которых было выдвижение эксперта по проблеме СПИДа Рэндалла Тобиаса на пост директора USAID (Агентства США по международному развитию). Тобиас, назначенный на пост, практически эквивалентный посту заместителя госсекретаря, до этого занимался распределением средств по целому ряду программ оказания международной помощи. Официальный представитель госдепартамента объяснил это назначение необходимостью «более эффективного и точного распределения финансовых средств».
Райс подчеркнула, что все эти инициативы продиктованы «экстраординарностью времён», в которые проживают американцы и сравнила их с историческими переменами после Второй мировой войны, которые позволили стабилизировать положение дел в Европе. Она отметила, что Трансформированная дипломатия это не просто «порыв» или «пункт отчётности» правительства, она «изменяет жизни людей» через решение таких глобальных проблем как СПИД, повышение правосознания женщин, борьба с усилением экстремизма.

#### Региональная политика

##### Куба

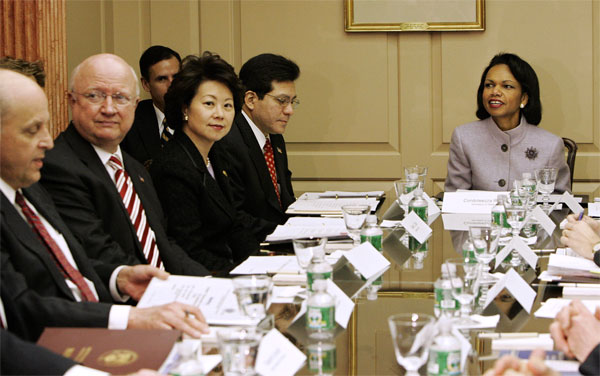
Заседание Комиссии по освобождению Кубы. Декабрь 2005 года.

Кондолиза Райс активно выступала за политические перемены на Кубе. Она возглавляла Комиссию помощи свободной Кубе (организованную в 2003 году), созданную, по словам Райс, для того, чтобы «изучить способы, которыми Соединённые Штаты помогут ускорить и упростить демократические реформы на Кубе», основной посыл Комиссии — «после 46 лет жестокой диктатуры для Кубы настало время перемен». Комиссия ищет способы усиления влияния федерального правительства на Кубинскую администрацию.
В 2005 году Фидель Кастро назвал Комиссию «не заслуживающей внимания группой дерьмоедов», а саму Райс «сумасшедшей женщиной, которая говорит о реформах». Кастро настаивал, что несмотря на создание Комиссии, «нелепые угрозы Соединённых Штатов», он, как и прежде, будет вести свою страну «к социализму и коммунизму».
В июле 2006 года Райс и министр торговли США Карлос Гутьеррес выступили с совместным заявлением о подтверждении целей Комиссии по освобождению Кубы — «Комиссия будет держать обещание, данное кубинскому народу. Мы будем с вами во время преобразований на пути к демократическому будущему … Соглашение с народом Кубы особенно важно потому, что это наше послание надежды, солидарности с островными кубинцами». Президент Кубинской Национальной Ассамблеи Рикардо Аларкон отметил, что по его мнению такие заявления со стороны США — это незаконный и агрессивный план аннексии Кубы. Генеральный секретарь Организации американских государств Хосе Мигель Инсульса (которого на этом посту поддержал Кастро) также прокомментировал планы Комиссии: «Никаких реформ, это не ваша страна».
Райс отмечала: «Сегодня, на встрече демократических членов Организации американских государств, есть только одно свободное место за столом переговоров, и однажды его займёт свободная и демократическая Куба. 34 государства нашего полушария подписали Американскую демократическую хартию, и все мы, страны региона, должны ей следовать. И самое главное, мы должны следить, чтобы главы государств, выбранные демократическим путём, и управляли своими странами демократически».

##### Иран
Несмотря на то, что Государственный департамент Соединённых Штатов не поддерживает формальных дипломатических отношений с Ираном, Кондолиза Райс занимает чёткую позицию по иранской проблематике — по гуманитарным вопросам, процессу демократизации, заявлениям Президента Ирана Махмуда Ахмадинежада в адрес Израиля и исследованию ядерных технологий в Иране.
В октябре 2005 года Ахмадинежад заявил: «Израиль должен исчезнуть с карты мира», на что Райс среагировала так: «Если президент одной страны говорит, что другая страна должна исчезнуть с мировой карты, нарушая при этом все нормы Организации Объединённых Наций, где обе эти страны заседают, то к этому нужно относиться серьёзно». Позднее Райс охарактеризовала Иран как «страну, вероятно являющуюся основным спонсором терроризма», в которой «люди живут в несвободе, без всякой перспективы на освобождение потому, что неизбираемое меньшинство принуждает их к этому».
Райс также выступала с критикой проблемы прав человека в Иране. 3 февраля 2005 года, в своём выступлении она оценила иранский режим как «что-то отвратительное», и отметила: «я не уверена, что кто-то думает, что неизбираемые религиозные деятели, которые поддерживают этот режим, есть лучшее решение для иранцев и всего региона». В феврале 2006 года Райс выступила по радио и телевидению с требованием выделения финансовой помощи демократических реформ в Иране, в том числе на обучение иранских студентов в Америке, на поддержку продемократических групп внутри страны.
В последние годы Иран занимается собственной программой развития ядерных технологий, основанных на обогащении урана, этот вопрос находится в области пристального внимания Кондолизы Райс во время всего срока пребывания на посту госсекретаря. Иран настаивает на том, что ядерные технологии будут применяться исключительно в мирных целях — для выработки атомной энергии. Райс вместе с рядом зарубежных политиков, считающих Иран возможным спонсором терроризма, представляющим угрозу зарубежным странам, вместе с полным пренебрежением Ираном договорных обязательств перед Советом Безопасности ООН и МАГАТЭ, считает недопустимым самостоятельное развитие технологии обогащения урана без внешнего контроля. Официальная позиция Государственного департамента США по данному вопросу такова: «Соединённые Штаты уверены в том, что народ Ирана должен оценить преимущества мирной программы использования ядерных реакторов для выработки электроэнергии … [и] поддерживают права народа Ирана осваивать мирную ядерную энергию с соблюдением соответствующих предохранительных мер».
9 сентября 2005 Райс заявила, что отказ Ирана от остановки собственной ядерной программы недопустим и предложила России, Китаю и Индии выступить с совместным заявлением в ООН для объявления санкций против Тегерана. 2 июня 2006 международный комитет, состоящий из пяти постоянных членов Совета Безопасности ООН и Германии, выступил с планом убеждения Ирана по прекращению ядерных исследований. Кондолиза Райс представляла Соединённые Штаты в переговорах по дипломатическому урегулированию.
14 февраля 2006 года Иран возобновил работы по программе обогащения урана несмотря на осуждение этого шага мировым сообществом. По этому поводу Райс отреагировала так: «Со стороны иранского режима просто нет разумного объяснения возобновлению обогащения урана ради мирных целей». Выступая от имени Соединённых Штатов и Европейского союза Райс отмечала: «Вызывает глубокую обеспокоенность эта долгая история с сокрытием от МАГАТЭ работ по ядерной программе, нарушение договорённостей, отказ от помощи в расследовании проводимого МАГАТЭ, отказ от дипломатического урегулирования предложенного Европейским союзом и Россией, и очень опасное пренебрежительное отношение к этой проблеме со стороны международного сообщества». В мае 2006 года Райс выступила с новым предложением: Прямое соглашение между Ираном и Соединёнными Штатами (совместно с Европейскими партнёрами) с возможным «материальным стимулированием и долгосрочными отношениями с США» в обмен на остановку программы по обогащению урана в Иране. Иран отреагировал, заявив: «никогда не откажемся от наших законных прав и поэтому такие американские условия просто неприемлемы».
12 июля 2006 года Райс совместно с министрами иностранных дел Китая, Франции, Германии, России, Великобритании и Европейского союза приняла участие в пресс-конференции, на которой было заявлено, что отказ Ирана от дипломатического урегулирования через приостановку ядерной программы послужил причиной предложения к вынесению резолюции Совета Безопасности ООН против Ирана по статье 41 главы VII Хартии ООН. Статья 41 предусматривает такие меры как приостановление или разрыв экономических, транспортных, телекоммуникационных и дипломатических связей с Ираном.
Несмотря на множественные разногласия между США и Ираном, Государственный департамент Соединённых Штатов несколько раз выступал с предложением оказания помощи Ирану. После разрушительного землетрясения в иранской провинции Лурестан в марте 2005 года, госсекретарь Райс, в ходе визита в Англию, предложила гуманитарную помощь Ирану и сказала, что она «мыслями и молитвами» с жертвами землетрясения.

##### Ирак

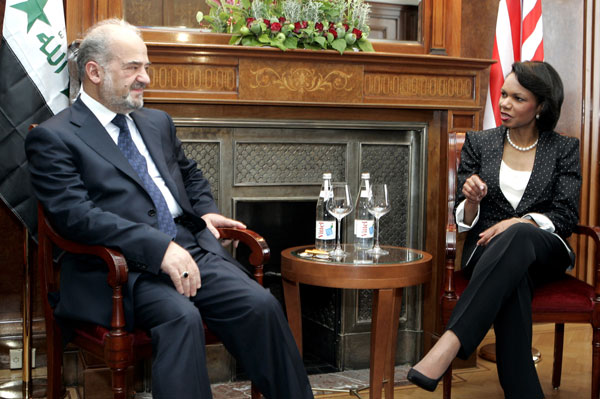
На встрече Кондолизы Райс с бывшим премьер-министром Ирака Ибрагимом аль-Джаафари в июне 2005 года

30 сентября 2005 года, выступая как основной докладчик в Принстонском университете на праздновании 75-летнего юбилея Школы публичных и международных связей Вудро Вильсона, Кондолиза Райс заявила, что война в Ираке «была начата, чтобы помочь населению Востока трансформировать их общество».
Несмотря на то, что от Райс неоднократно просили назвать сроки вывода войскового контингента США из Ирака, она известна своей позицией отказа от предоставления графиков или определение «крайних сроков» в дипломатических вопросах, и говоря о сроках возможного вывода войск утверждает, что американские солдаты не покинут Ирак до тех пор, пока ситуация в стране не стабилизируется и миротворческие силы смогут поддерживать порядок самостоятельно.
В 2005 году на вопрос о том как долго будут американские войска оставаться в Ираке, Райс ответила: «Я не хочу делать какие-то предположения. Я знаю, что есть прогресс в самоопределении иракцев. Как только они смогут самостоятельно уверенно следовать заданному курсу, как только они сами смогут контролировать свою территорию, в наших услугах они больше нуждаться не будут». На повторную настойчивую просьбу назвать год вывода войск, Райс добавила: «Я думаю, что даже если постараться и представить себе этот срок, то определить точную численность нашего контингента и срок пребывания всё равно не представляется возможным».
Кондолиза Райс отмечала активность избирателей и мирный переход к суверенному конституционному правительству в 2005 году, и как специалистка по Восточной Европе и Советскому Союзу часто сравнивала реформы в послевоенном Ираке с аналогичными преобразованиями в Европе и России после Второй мировой войны.
В статье, опубликованной 11 декабря 2005 в газете Washington Post, Райс пишет:

Ирак … на фоне ужасающих беспорядков состоялся исторический выбор, разработано и ратифицировано национальное право, в ближайшее время состоятся выборы конституционного правительства. В прошлом году, сейчас, такой беспрецедентный прогресс кажется невозможным. Но однажды он покажется всем просто неизбежным. Эту характерную особенность времени хорошо понимал и описывал в своих воспоминаниях бывший госсекретарь Дин Ачесон. Он писал: «Значение событий окутано неоднозначностью. Мы нащупываем их интерпретацию, иногда основанную на предыдущем опыте, и долго сомневаемся над тем, что потом нам кажется совершенно очевидным». Когда Ачесон покинул свой пост в 1953 году, он не мог представить последствий политики, которую он помог создать. Он не мог представить, что всего четыре десятилетия спустя война между основными силами в Европе окажется просто немыслимой, и что Америка, как и весь мир, увидят плоды его политики и станут свидетелями краха коммунизма, потому, что американские руководители, такие, как Ачесон, которые руководствуясь нашими теперешними принципами, даже не имея достаточного опыта, тем не менее никогда не думали, что они не способны изменить мир к лучшему, предпосылки демократического мира стали реальностью в современной Европе и большей части Азии.
— Кондолиза Райс.
«Перспективы демократического мира»,
The Washington Post, 11 декабря 2005

##### Ближний Восток

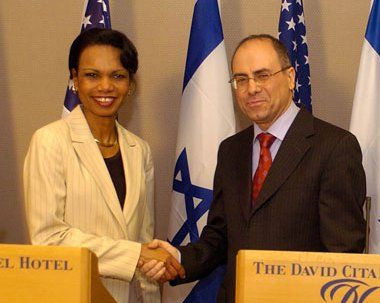
Кондолиза Райс и бывший министр иностранных дел Израиля Сильван Шалом. Июль 2005 года, Израиль.

Одним из самых значимых направлений работы Кондолизы Райс на посту госсекретаря стала ситуация на Ближнем Востоке, Израиль, Палестина и соседствующие с ними страны, особенно Ливан. Райс является последовательной сторонницей Израиля и поддерживает его право на собственную защиту в израильско-палестинском и ливано-израильском конфликтах. Райс также была ключевой фигурой в создании суверенного Палестинского государства. 29 августа 2006 года, говоря о Ближнем Востоке, Райс заявила: «Палестинцы стремятся к созданию Палестинского государства, единому целому, демократичному, [и] легитимному правительству».
Вывод израильских поселений из сектора Газа
Кондолиза Райс уделяла большое внимание переговорам с Израилем о выводе израильских поселений из сектора Газа, либерализации торговых и экономических отношений с этими территориями. В течение лета 2005 года Райс совершает ряд встреч с целью убедиться в том, что израильское руководство последовательно проводит вывод вооружённых сил из Газы и Западного берега реки Иордан. Изначально встреченная со скептицизмом, сомнением и недостаточно конструктивно, тем не менее Райс посвятила большую часть апреля 2005 года для того, чтобы заручиться поддержкой арабских лидеров. В июле, когда разрешение этой ситуации, по мнению многих экспертов, стало явно затягиваться, Райс лично посетила этот регион, для того чтобы, по словам Райс, «помочь привнести политический вес Соединённых Штатов» в решение этого вопроса. Находясь в данном регионе, Райс участвовала в переговорах и участвовала в координации финальной стадии вывода поселений, которая завершилась в сентябре того же года. Райс назвала вывод поселений успешным мероприятием и победой для Израиля и Палестины, сказав: «Это исторический момент для двух сторон, при разъединении взаимное исполнение обязательств сторонами было впечатляющим». Впервые за последние 38 лет Газа находится под контролем Палестины. Однако одна из основных проблем не была решена — невозможность свободного пересечения границы сектора не позволяет в полной мере восстановить разрушенную экономику.
Договорённость о пересечении границ Газы

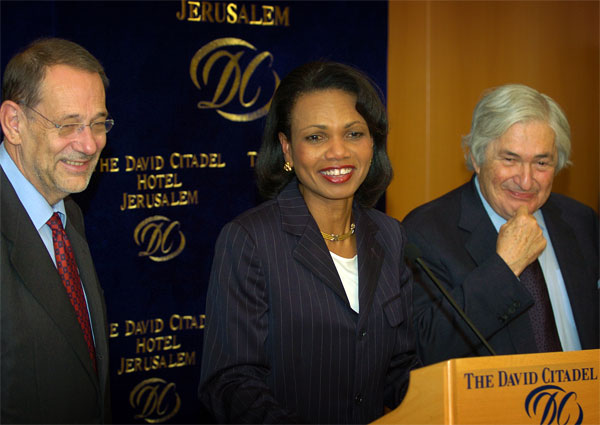
Кондолиза Райс объявляет о достижении договорённости по пересечению границ Газы после 48 часов непрерывных переговоров.

 В ноябре 2005 года участвовала в переговорах по обеспечению пересечения границ Газы. Специальный представитель Соединённых Штатов в «дипломатической четвёрке» Джеймс Волфенсон провёл несколько месяцев, участвуя в этих переговорах, но в конечном счёте ему не удалось добиться договорённости между сторонами. Волфенсон предупреждал, что рост напряжённости в регионе оставляет слишком мало времени Израилю и Палестине для достижения консенсуса. Госсекретарь Райс, изначально испытывавшая сопротивление в решении данного вопроса, решила совершить окончательную попытку и провести решающие переговоры, продлив свой визит в Иерусалим на 48 часов. Райс и Генри Киссинджер начали переговоры в 11 часов утра 14 ноября, встречались поочерёдно с палестинской и израильской делегациями и не позволяли делать перерыв на отдых до тех пор, пока обе стороны не достигнут договорённостей, принятие которых откладывалось с 1967 года. Как отметил один из чиновников госдепартамента, Райс «пункт за пунктом» обсуждала взаимные претензии сторон, среди которых были «чёрный список» палестинцев, задержанных Израилем, обеспокоенность ростом насилия, которое может возникнуть в случае усиления изоляции. В первой половине дня 15 ноября на состоявшейся пресс-конференции Райс заявила, что достигнуто соглашение двух сторон об открытии границ Газы, это можно назвать большим шагом в мирном урегулировании по плану «Дорожная карта». Договорённости определяли порядок пересечения границы людьми и грузами, разрешение на открытие международного аэропорта и морского порта, что открывает большие экономические перспективы для Палестины. Другим ключевым моментом стало определение порядка пересечения границ Рафаха, единственной территории, имеющей связь с другим государством, кроме Израиля (Египтом). Также предусматривался мониторинг границ со стороны представителей Европейского союза.
Выборы в Палестине, Хамас

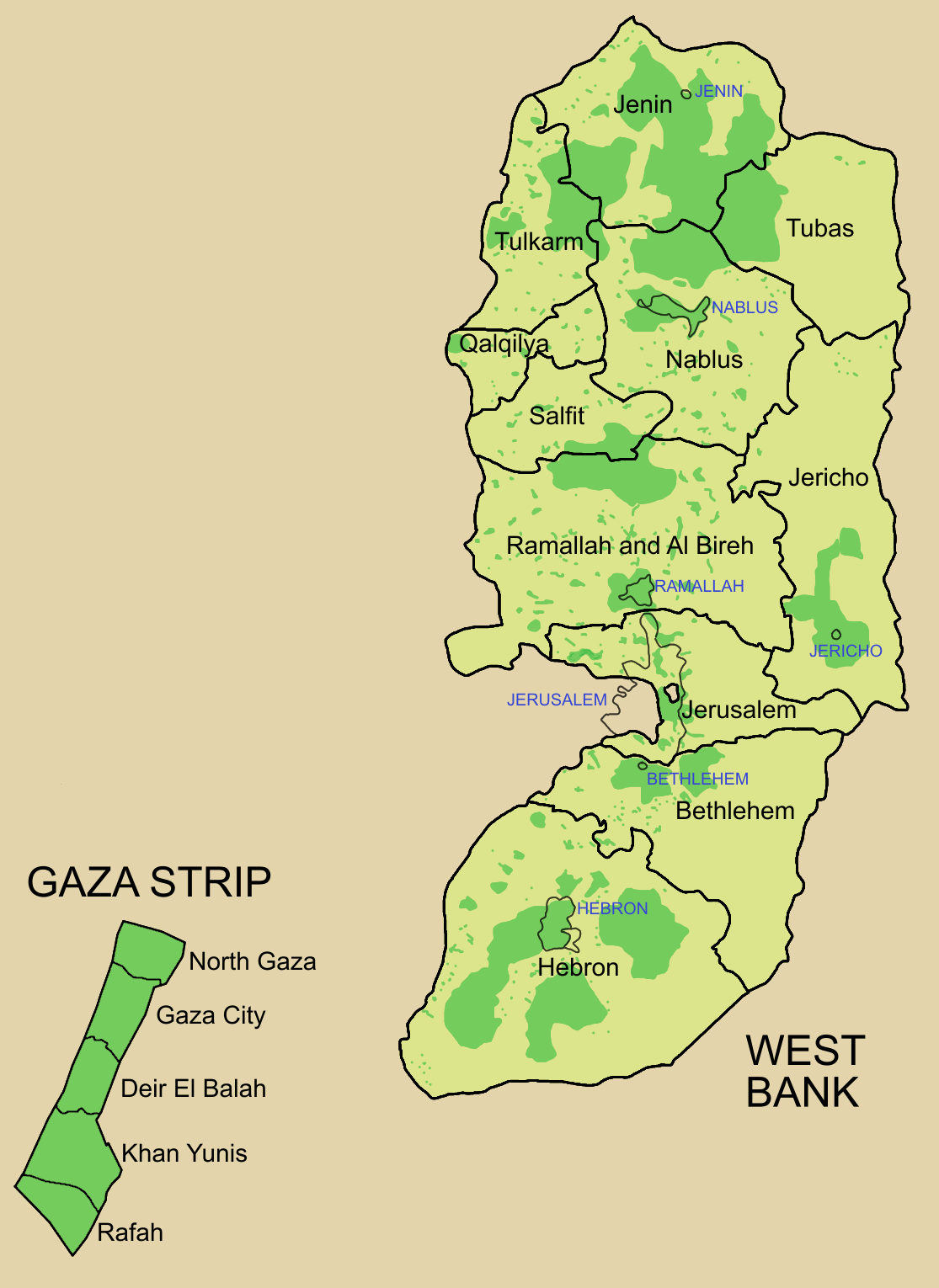
Карта избирательных участков и области формального влияния палестинской администрации (показана зелёным)

Другим важным аспектом политики Райс стала поддержка мирных и демократических выборов в Палестине после смерти Ясира Арафата. Райс утверждала: «У палестинского народа должна быть возможность принять участие в выборах», и утверждала, что: «это является большим шагом в процессе строительства мирного, демократического палестинского государства». Узнав, что в этих выборах будут участвовать и попытаются занять места в правительстве представители организации Хамас, которая в США имеет статус террористической, Райс отмечала: «В политическом процессе нет места для отдельных групп или индивидуумов, отказывающихся отречься от террора и насилия, от признания за Израилем права на существование, отказывающихся разоружиться», а впоследствии произнесла одну из самых её известных фраз: «Вы не можете одной ногой стоять на политическом пути, а другой на террористическом».
Первым шагом по поддержке этих выборов со стороны Райс было давление, оказанное на правительство Израиля с тем, чтобы оно дало разрешение израильским палестинцам в восточном Иерусалиме принять участие в выборах правительства Палестинской автономии. Ей удалось убедить правительство Израиля, и весь кабинет правительства проголосовал единогласно за разрешение проведения парламентских выборов в восточном Иерусалиме 25 января, тем не менее отказываясь признавать Хамас, который официально выступал за ликвидацию Израиля и начало кампании в восточном Иерусалиме. По окончании выборов, которые прошли сравнительно спокойно и открыто, Райс поздравила избранного президента Аббаса и палестинский народ, в то же время обратилась и к Хамасу, который в результате выборов получил контроль над правительством, сказав, что «пришлось сделать трудный выбор» и «победа на демократических выборах подразумевает обязательство победивших править демократически. Они делят ответственность с палестинским руководством, правительством, чтобы принимая в расчёт события последних десятилетий, признать за Израилем право на существование, отказаться от насилия, разоружиться, принять план дорожной карты и найти мирное решение проблемы двух стран».
Одно из основных разногласий между Израилем и новой палестинской администрацией, в состав которой вошли представители Хамаса, стал её отказ от официального признания Израиля. Сразу после победы Хамаса на выборах Райс предприняла попытку склонить мировое сообщество к требованию от Хамаса признать государственность Израиля. В апреле официальные представители Хамаса заявили, что согласны на добровольное признание Израиля, в случае если тот полностью откажется от распространения своего влияния на спорные территории, в числе которых были Газа, западный берег реки Иордан и восточный Иерусалим.
Многие эксперты признают успешность начало урегулирования и перспективность плана «дорожная карта». Позиция Хамаса была озвучена Мухаммедом Газалем, военным руководителем, который отметил возможность корректировки их позиции по признанию Израиля, сказав: «Наше мнение это не Коран». Войдя в состав правительства он поддержал позицию Хамаса: «Мы сейчас говорим о реалиях, о политических решениях, … Реалии различны».
Израильско-ливанский конфликт 2006 года

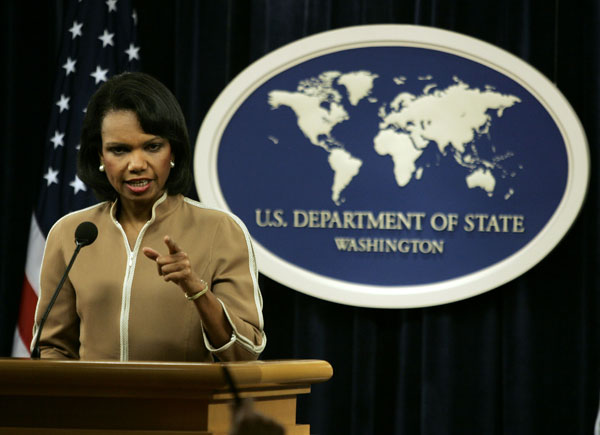
Кондолиза Райс на специальном брифинге о мирном процессе на Ближнем Востоке. Государственный департамент США. 21 июля 2006 года.

В середине июля 2006 мирный процесс на Ближнем Востоке встретил новое препятствие, боевики Хезболлы совершили с территории Ливана запуск ракет по израильским населённым пунктам, убили восемь и взяли в плен двух военнослужащих израильской армии, устраивали засады на армейские конвои, положив тем самым начало вооружённому израильско-ливанский конфликту. Кондолиза Райс сразу же осудила этот акт, назвав Хезболлу «террористической организацией» и охарактеризовала его: «Подрыв стабильности в регионе противоречит интересам израильского и ливанского народов», и особо акцентировала просьбу к Сирии «использовать всё своё влияние чтобы обеспечить положительное разрешение конфликта». В тот же день, одной из первых, Райс связалась с Генеральным секретарём ООН Кофи Аннаном, ливанским премьер-министром Фуадом Синьорой и израильским министром иностранных дел Ципи Ливни, чтобы обсудить сложившуюся ситуацию. 13 июля Израиль начал проводить авианалёты на ливанские территории, а 23 июля в Ливан были введены израильские сухопутные войска, основной задачей которых было предотвратить запуск ракет по северным районам Израиля и поиск двух похищенных солдат.
В то время как официальная позиция Соединённых Штатов, озвученная Президентом Бушем, полностью поддерживала действия Израиля, позицию Кондолизы Райс можно было назвать промежуточной. Поддерживая право Израиля на самооборону, она неоднократно предостерегала Израиль от нанесения вреда мирным жителям. Перед началом активной фазы боевых действий Райс требовала от Ливана и Израиля «действовать осторожно, решать проблему мирным путём, защитить невинных жителей и гражданскую инфраструктуру». Райс оказывала давление и на Сирию с тем, чтобы это государство более активно участвовало в разрешении кризисной ситуации, обвинила Сирию в «укрывательстве лиц, которые совершили преступления», и призвала «действовать со всей ответственностью и прекратить использовать эти территории для совершения подобных действий, предпринять все усилия, чтобы вернуть солдат назад, способствовать смягчению обстановки».

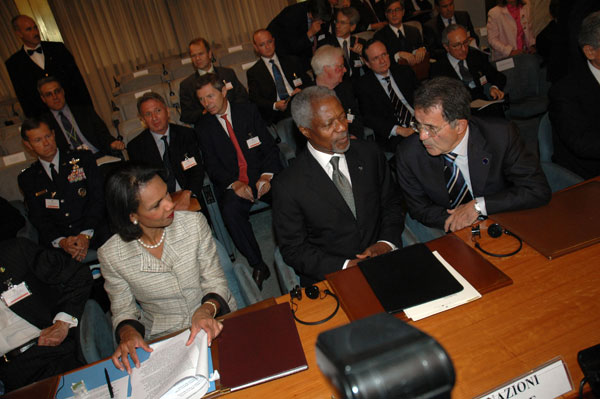
Кондолиза Райс, Генеральный секретарь ООН Кофи Аннан и премьер-министр Италии Романо Проди работают над основами резолюции № 1701, призванной установить перемирие в ливано-израильском конфликте.

На начальном этапе конфликта Райс не принимала в нём активного участия, за что была подвержена критике, на которую она отвечала: «Когда это уместно, когда это необходимо и будет полезным, я буду рада приехать в регион».
Когда через несколько дней Райс прибыла на Ближний Восток, первым её шагом стала неожиданная и никем не анонсированная встреча с ливанским премьер-министром Фуадом Синьорой, которого она поблагодарила за «смелость и стойкость» и выразила готовность Соединённых Штатов оказать помощь ливанскому народу. Райс изначально была подвержена критике за свои заявления о том, что данный конфликт это лишь часть «родовых болей нового Ближнего Востока», и Израиль, Ливан и всё мировое сообщество должны «продвигаться вперёд к обновлённому Ближнему Востоку, а не возвращаться назад». В этот период многие критики считали такую позицию слишком оптимистичной, и не видели перспектив успешного окончания конфликта, хотя после объявления о прекращении огня в августе 2006 поток критики в адрес госсекретаря заметно ослабел.
Перспективы урегулирования конфликта были весьма обнадёживающими до трагического происшествия, когда войска осуществили запуск ракеты по предполагаемым целям Хезболлы в Кане, когда погибли 20—60 мирных жителей, в основном женщины и дети. Бомбардировка Каны значительно сократила круг сторонников Израиля в проведении войсковой операции, а официальный Бейрут даже отменил готовящийся визит госсекретаря Райс в Ливан. Эта трагедия стала большой неудачей всего переговорного процесса, а Израиль стал выступать за ранее отвергнутый им режим прекращение огня. До того, как Райс покинула Ближний Восток, чтобы принять участие в региональном форуме АСЕАН в Юго-Восточной Азии, ей удалось добиться от Израиля согласия на 48-часовой перерыв в запусках ракет, в случае если таковые не потребуются для собственной защиты.

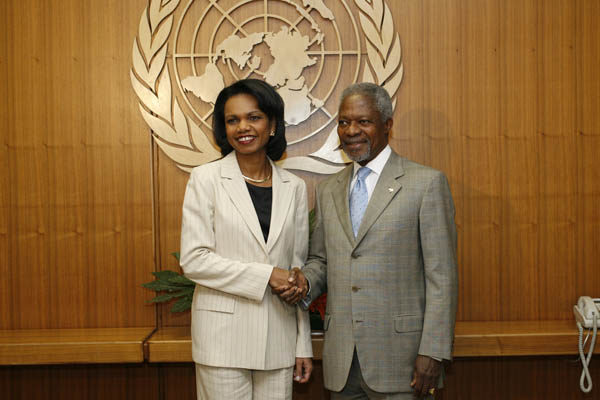
Райс и Аннан объявляют об успешном принятии резолюции Совета Безопасности ООН № 1701.

В тот момент, когда появились первые признаки возможности долгосрочного перемирия, Кондолиза Райс прервала своё азиатское турне и 29 июля вновь посетила Ближний Восток. Райс постоянно напоминала мировому сообществу о том, что ближневосточный регион никогда не должен вернуться к тому, что она назвала «ранее существовавшее положение» (лат. «status quo ante»). Райс видела процесс мирного урегулирования в создании новой системы взаимодействия двух стран, при которой Ливан будет полностью контролировать свою территорию и не позволит Хезболле действовать как «государство в государстве», осуществляя террористические атаки на Израиль. Участвуя в подготовке двух резолюций принятых на саммите Большой восьмёрки, принимая участие в конференции в Риме, Райс вместе с лидерами других стран приняла участие в разработке Резолюции Совета Безопасности ООН № 1701, принятой 11 августа 2006 года, которая была посвящена способам выхода из кризиса и прекращению военных действий. Прекращение огня, изначально отвергнутое обеими сторонами, было единодушно принято израильским и ливанским кабинетами и вступило в силу 14 августа 2006 года 8:00 по местному времени. Это перемирие предусматривало дальнейшее полное прекращение военных действий, замену израильской армии международным миротворческим контингентом, ликвидацию неофициальных военизированных группировок (подразумевалась и Хезболла) на юге от реки Литани и освобождение двух похищенных израильских солдат. После этого Райс выразила своё удовлетворение прекращением войсковой операции в Ливане. Несмотря на то, что спорадические, но не особо крупные, акты насилия всё же имели место, в целом процесс урегулирования налаживался, израильские войска заменялись миротворческим контингентом из европейских и арабских стран. 2 октября 2006 года израильские войска были полностью выведены с территории Ливана, а миротворческая операция перешла под контроль сил ООН и ливанской армии.

##### Россия
Впервые посетила СССР в 1979 году.

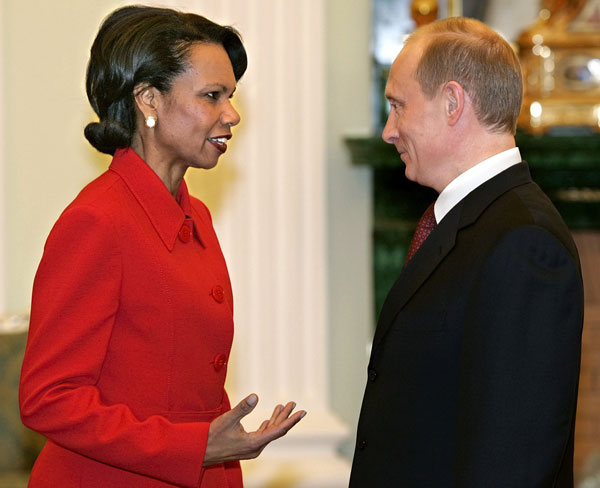
Госсекретарь США Кондолиза Райс и 2-й Президент Российской Федерации Владимир Путин на встрече в Москве в апреле 2005 года.

В дальнейшем поддерживала близкие личные и служебные отношения с российским министром обороны Сергеем Ивановым. В своим мемуарах Райс утверждает, что Иванов в ходе переговоров «был жёстким и немного подозрительным по отношению к Соединённым Штатам, однако на него можно было положиться. Он никогда не обещал сделать того, что сделать не мог. Вне зависимости от должностей и званий Иванов оставался безотказным каналом связи с Путиным даже в самых деликатных ситуациях. В отношениях между Белым домом и Кремлём этот канал был самым важным и адекватным».
В апреле 2005 года Кондолиза Райс посетила Россию с официальным визитом для встречи с президентом Владимиром Путиным. Ещё находясь в самолёте, она дала интервью, в котором критиковала то, как проходит процесс демократизации в России: «Тенденции в области демократии не являются оптимистичными, — сказала Райс. — Централизация власти в руках президента за счёт уравновешивающих институтов, таких как дума или независимая судебная система, действительно очень беспокоят. Отсутствие независимых СМИ нас очень беспокоит». В личной беседе с Владимиром Путиным Райс отметила: «Мы рассматриваем Россию как партнёра, способного помочь в решении проблем таких регионов, как Балканы и Ближний Восток».
В конце 2005 года Россией было принято решение об увеличении цены на экспорт природного газа на Украину. Райс подвергла критике российское правительство за использование цены на газ в политических целях. Она заявила, что «так дела не делаются». «Когда вы говорите, что хотите быть частью мировой экономики, что вы хотите быть ответственным участником мировой экономики, тогда вы должны играть по её правилам». По мнению Райс, такая политика России не отвечает требованиям, предъявляемым к участникам Большой восьмёрки.
В январе 2006 года на фоне газового конфликта России и Украины Владимир Жириновский сказал о Кондолизе Райс и её критике российской политики: «Её личные комплексы отражаются на всей международной политике. Это всех раздражает, особенно — Восток, исламский мир. Они в бешенстве, глядя на неё. У власти должны быть только уравновешенные люди во всех отношениях, в том числе — в личных».

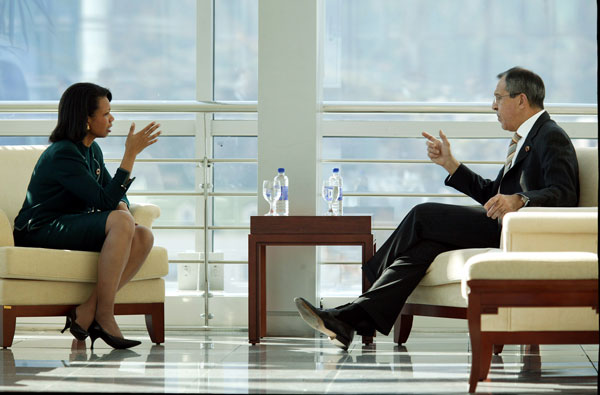
Госсекретарь США Кондолиза Райс и министр иностранных дел РФ Сергей Лавров, 2006 год

В феврале 2006 года Райс охарактеризовала отношения с Россией как «очень хорошие», заявив: «В основном, я думаю, у нас очень хорошие взаимоотношения с Россией. Возможно, самые лучшие за всю историю вообще. Мы сотрудничаем в борьбе с террором. Мы сотрудничаем во многих сферах. Очевидно и то, что у нас есть разногласия. Но по ситуации с Ираном мы достигли очень хорошего взаимопонимания с русскими».
Из-за экономических и дипломатических связей России с Ираном, определённой трудностью для Райс стали переговоры с российской стороной, о неблокировании резолюции по Ирану в Совете Безопасности ООН. В конечном счёте министр иностранных дел Сергей Лавров заверил Райс в том, что Россия не будет препятствовать принятию этой резолюции.
18 сентября 2008 года Кондолиза Райс выступила с резкой критикой в адрес российского президента и правительства по поводу действий России в ходе войны в Грузии. По её мнению, именно Россия являлась агрессором и была виновна в разжигании войны в Абхазии и Южной Осетии.

### Политическая перспектива
Райс является одной из влиятельнейших женщин-политиков за всю историю США. Дважды — в 2004 и 2005 годах журнал Форбс присуждал Райс первое место среди ста самых влиятельных женщин в мире. В 2006 году Райс заняла второе место в этом списке, вслед за канцлером Германии Ангелой Меркель. Райс — четвёртый человек в очереди наследования президентской власти, эта позиция была самой высокой когда либо достигнутой женщиной в США, до тех пор, пока Нэнси Пелоси не стала спикером палаты представителей. (Бывший Госсекретарь США Мадлен Олбрайт не была рождена в США и поэтому не могла исполнять обязанности Президента.)

#### «Выдвинем Конди»

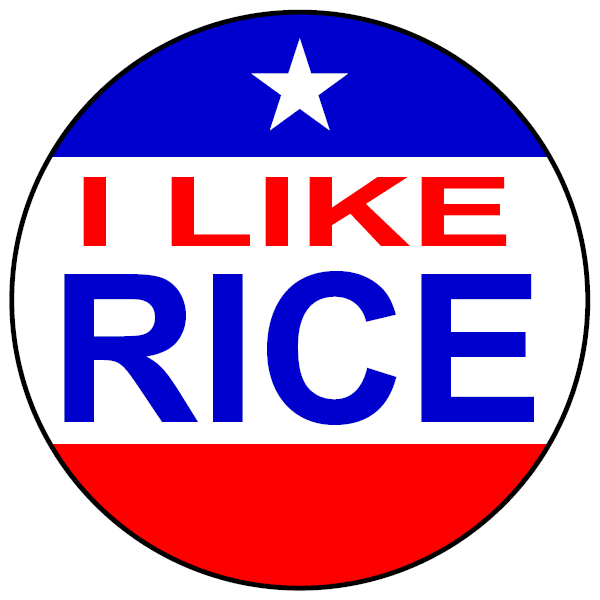
Вариант значка, отклонённый движением «Американцы за Райс».

«Выдвинем Конди» (или «Выдвинем Райс») — объединение избирателей с целью склонить Кондолизу Райс к участию в президентских выборах 2008 года.

### Возвращение в Стэнфорд
1 марта 2009 года Кондолиза Райс вернулась в Стэнфорд как профессор политологии и старший научный сотрудник в Институте Гувера. С 2012 она служит профессором на факультете политологии и на факультете Высшая школа бизнеса. С 2020 года директор Гуверовского института.
В 2022 году входила в состав организационной группы, купившей команду НФЛ «Денвер Бронкос».

## Критика

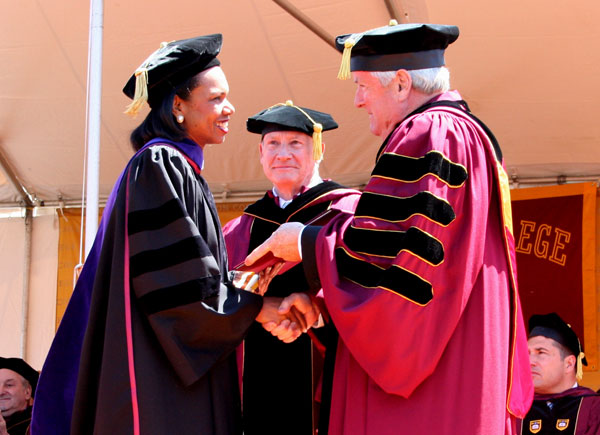
Кондолиза Райс приветствует Уильяма Лихая. Во время выступления Райс неоднократно прерывали противники «Войны с террором». Бостонский колледж. 22 мая 2005 года.

Деятельность Кондолизы Райс в составе администрации Джорджа Буша подвергалась острой критике как собственно в США, так и за их пределами. Недовольные её политикой старались не допустить публичных выступлений Райс в образовательных учреждениях, например, таких как Принстонский университет и Бостонский колледж, администрация которого предложила Райс отказаться от звания адъюнкт-профессора этого учебного заведения. Имели место случаи протеста против её публичных выступлений и за границей.
По слухам, во время прохождения урагана Катрина и усугубления ситуации в Новом Орлеане Кондолиза Райс посещала представление театра на Бродвее. В документальном фильме афроамериканского фильммейкера Спайка Ли «Когда рушились дамбы», Майкл Эрик Дайсон так критиковал Райс: «В то самое время, когда люди в Новом Орлеане тонули, она прогуливалась по Медисон-авеню, покупала обувь от Феррагамо. Потом она пошла смотреть „Спамалот“!».
Сенатор-демократ от штата Калифорния Барбара Боксер критиковала Райс в связи с войной в Ираке: «Лично я верю — таково моё видение — что ваша лояльность к этой операции, оправдание этой войны, пересилило в вас уважение к истине».

### С расовых позиций

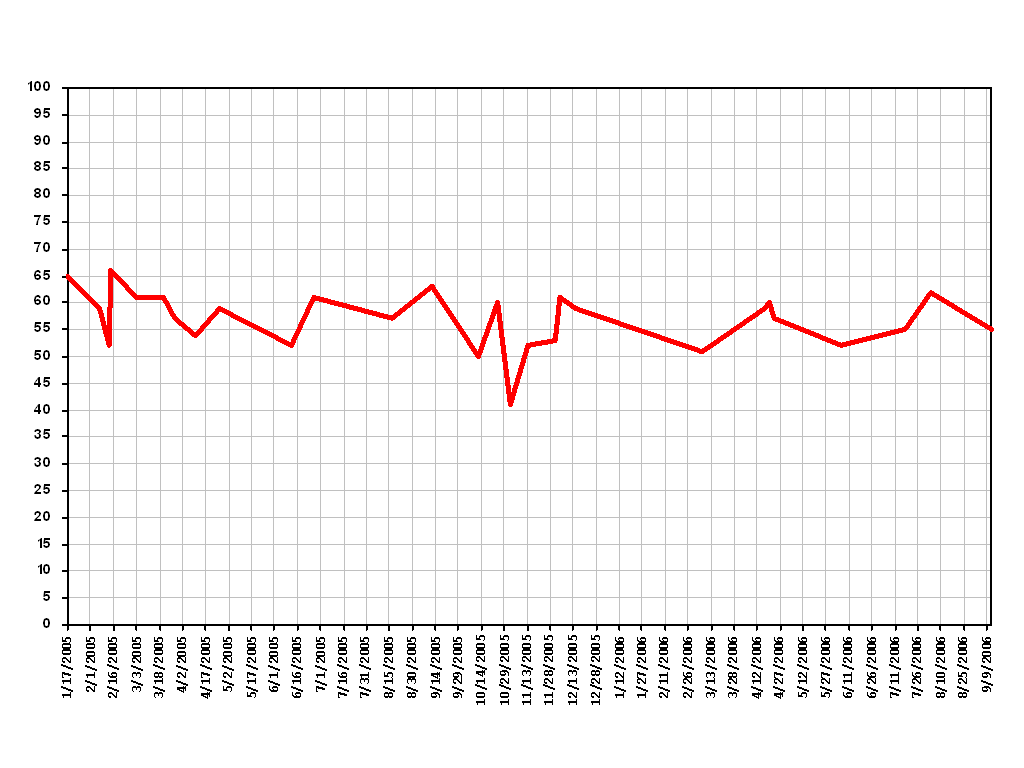
График рейтинга одобрения Кондолизы Райс с января 2005 года. Снижения рейтинга совпадают с периодами прения о назначении Райс на пост госсекретаря и прохождением урагана Катрина в августе 2005 года. Рост рейтинга отмечен после первого европейского и ближневосточного турне в феврале 2005 года, в период переговоров об открытии границ в Газе в ноябре 2005 года и в период участия в урегулировании ливано-израильского конфликта.

Войдя в состав администрации Буша, изначально Райс получила достаточно высокий рейтинг одобрения благодаря афроамериканскому сообществу. В опросе, проведённом в 2002 году, Райс, как советник президента по национальной безопасности, получила одобрение 41 % афроамериканских респондентов, в то же время около 40 % опрошенных не смогли высказать своего к ней отношения, и из-за этого общий рейтинг продолжал оставаться достаточно невысоким. По мере политического роста Райс многие афроамериканцы стали выражать сомнения относительно занимаемой ей позиции в тех или иных вопросах. В 2005 году обозреватель газеты Washington Post Юджин Робинсон в статье задавался вопросом: «Почему взгляды Райс так радикально отличаются от взглядов остальных чернокожих американцев?».
Многие журналисты отмечали дистанцирование Райс от афроамериканского сообщества. Журнал The Black Commentator так описывает впечатления от выступления Райс перед собранием афроамериканской общины: «более чем странно — у них было отчётливое ощущение отсутствия взаимопонимания. Чёрная женщина, которая не знает, как общаться с чёрным сообществом, которое ограничено в политическом влиянии на администрацию, к тому же имеющую мало сторонников среди афроамериканцев». Когда Райс аргументировала вторжения в Ирак в 2003 году движением за гражданские права другой обозреватель журнала The Black Commentator, Маргарет Кимберли, сочла такую риторику «оскорбительной». Журналист австралийской вещательной компании Australian Broadcasting Corporation Стэн Корри отметил, что использование тематики гражданских прав, которой озабочены многие афроамериканцы, в политических целях «цинично». Бывший руководитель внешнеполитической организации «Трансафриканский форум» Билл Флезер охарактеризовал Райс как «очень холодную, отстранённую и чернокожую по случайному стечению обстоятельств». В августе 2005 года американский музыкант, актёр, общественный деятель и один из руководителей «Трансафриканского форума» Гарри Белафонте назвал афроамериканцев в администрации Буша «чёрными тиранами». Это высказывание Белафонте вызвало в обществе смешанную реакцию.

### Ответ на критику
В ходе интервью, данного 14 сентября 2005 года она отметила: «Почему я должна беспокоиться? … Я всю свою жизнь чёрная. Никому не нужно мне рассказывать, какой мне быть чёрной».
Некоторые известные афроамериканцы защищали Райс от критики, среди них Майк Эспи, Эндрю Янг, Долорес Такер (председатель Национального конгресса чернокожих женщин), Кларенс Пейдж, Колберт Кинг, Дороти Хайт (руководитель Национального совета женщин-негритянок) и Квеизи Мфьюме (бывший конгрессмен и глава NAACP).

## Личная жизнь

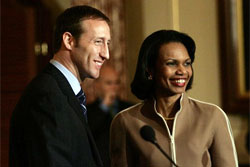
Кондолиза Райс и Питер Маккей. Вашингтон.

Кондолиза Райс никогда не была замужем и детей у неё нет. Во время обучения в Денверском университете её близким знакомым был игрок в американский футбол Рик Апчерч.
В сентябре 2006 года газета The New York Times сообщила о возможных близких взаимоотношениях Райс и министра иностранных дел Канады Питера Маккея.

### Комментарии
1. ↑  По воспоминаниям бывшего американского посла в России Уильяма Бернса, российская сторона заставила американскую делегацию ждать назначенной аудиенции более двух часов. Затем встреча была перенесена из Кремля в резиденцию «Барвиха». На официальном обеде с участием Владимира Путина, несмотря на запрет поставок, подавалось грузинское вино из особых запасов, которым угощал Сергей Иванов, мать которого жила в Тбилиси[83]. Бернс также отмечает, что на каблуках Райс (172 см) была значительно выше Путина (170 см). Это обстоятельство, по мнению Бернса могло вызывать раздражение Путина[83].

### Сноски
1. 1 2  https://profiles.stanford.edu/condoleezza-rice
2. 1 2 3  Чешская национальная авторитетная база данных
3. 1 2 3 4 5 6  Felix, Antonia. Condi: The girl who cracked the ice Архивная копия от 4 августа 2011 на Wayback Machine. Times Online. 21 ноября 2004 (англ.)
4. ↑  Вести. Ru, Кондолиза Райс. Биография. Дата обращения: 3 января 2025. Архивировано из оригинала 13 января 2005 года.
5. ↑  «Birmingham native Condoleezza Rice confirmation vote delayed as next U.S. Secretary of State» Birmingham Times 20 января 2005 (англ.)
6. ↑  Chestnut 2005 Архивная копия от 11 октября 2006 на Wayback Machine. Chestnut, J. L., Jr. «Condi Rice’s Disdain for the Civil Rights Movement». Black Commentator (англ.)
7. ↑  Profile: Condoleezza Rice Архивная копия от 28 июня 2006 на Wayback Machine. BBC News. 25 сентября 2001 (англ.)
8. ↑  Stan Correy. Condoleezza, Condoleezza. Australian Broadcasting Corporation’s Radio National, 3 апреля 2005 (англ.)
9. ↑  Derrick Z. Jackson. A lesson from Condoleezza Rice Архивная копия от 14 марта 2006 на Wayback Machine. 20 ноября 2002 (англ.)
10. ↑  Michael Dobbs. Josef Korbel’s Enduring Foreign Policy Legacy Архивная копия от 7 мая 2007 на Wayback Machine. The Washington Post, 28 декабря 2000 (англ.)
11. ↑  Maki Becker. 20 Things You Probably Didn’t Know About Condoleezza Rice Архивная копия от 11 декабря 2008 на Wayback Machine. New York Daily News, 4 апреля 2004 (англ.)
12. 1 2  Text: Condoleezza Rice at the Republican National Convention Архивная копия от 26 сентября 2019 на Wayback Machine. On*Politics, 1 августа 2000 (англ.)
13. ↑  B. Denise Hawkins. Condoleezza Rice’s Secret Weapon. Christianity Today, Sept/Oct 2002 (англ.) Архивная копия от 9 января 2008 на Wayback Machine
14. ↑  Mad About Music: Condoleezza Rice Архивная копия от 22 мая 2020 на Wayback Machine. WNYC, 2 января 2005 (англ.)
15. ↑  Ma jams with Condoleezza Rice at awards ceremony Архивная копия от 19 октября 2006 на Wayback Machine. BBC News, 24 апреля 2002 (англ.)
16. ↑  Profile: Condoleezza Rice Архивная копия от 19 декабря 2006 на Wayback Machine. Condoleezza Rice was the first black female to be appointed as US secretary of state (англ.)
17. ↑  Secretary Rice Plays Brahms at ASEAN Gala Dinner. 27 июля 2006 (англ.)  (недоступная ссылка — история)
18. ↑  The Honourable Dr. Condoleezza Rice, Secretary of State of the United States of America Архивная копия от 21 мая 2011 на Wayback Machine. 25 октября 2005 (англ.)
19. ↑  60 Minutes Exclusive with Secretary of State Condoleezza Rice. 24 сентября 2006 (англ.) Архивная копия от 11 ноября 2006 на Wayback Machine
20. ↑  Элтон Джон напоминает Кондолиззе Райс о первой любви. Lenta.ru (16 мая 2006). Дата обращения: 3 января 2025. Архивировано 22 сентября 2009 года.
21. ↑  Condoleezza Rice profile Архивная копия от 7 октября 2008 на Wayback Machine. Forbes, 18 октября 2001 (англ.)
22. ↑  James Robinson. Velvet-glove forcefulness: Six years of provostial challenges and achievements Архивная копия от 9 ноября 2006 на Wayback Machine. Stanford Report Online, 9 июня 1999 (англ.)
23. ↑  Text of Condoleezza Rice address Архивная копия от 8 ноября 2006 на Wayback Machine (англ.)
24. ↑  Ships of Standard Oil of California «SoCal» (now Chevron) Архивная копия от 25 октября 2006 на Wayback Machine. American Merchant Marine at War (англ.)
25. ↑  Carla Marinucci. Critics Knock Naming Oil Tanker Condoleezza Архивная копия от 16 мая 2012 на Wayback Machine. San Francisco Chronicle, 5 апреля 2001 (англ.)
26. ↑  Carla Marinucci. Chevron redubs ship named for Bush aide Condoleezza Rice drew too much attention Архивная копия от 20 марта 2012 на Wayback Machine. San Francisco Chronicle, 5 мая 2001 (англ.)
27. ↑  National Council for Soviet and East European Studies Архивная копия от 12 апреля 2022 на Wayback Machine (англ.)
28. ↑  Steve Kettmann. Bush’s secret weapon Архивная копия от 4 февраля 2004 на Wayback Machine. Salon.com. 20 March 2000.
29. ↑  Ronald Morse. The 2001 Morse Target: Washington’s Movers and Shakers on Japan (Working Draft II) Архивная копия от 2 ноября 2006 на Wayback Machine. 15 марта 2001 (англ.)
30. 1 2  New York Times. Records Show Tenet Briefed Rice Архивная копия от 27 октября 2019 на Wayback Machine (англ.)
31. ↑  McClatchy Washington Bureau. Rumsfeld, Ashcroft received warning of al Qaida attack before 9/11 Архивная копия от 6 сентября 2011 на Wayback Machine. 2 октября 2006 (англ.)
32. ↑  Будучи секретарём по национальной безопасности, накануне 11 сентября Райс оберегала Буша от предупреждений главы контртеррористического ведомства Ричарда Кларка (Richard Clarke) о возможных атаках «Аль-Каиды» и вынудила Кларка сменить работу  Архивная копия от 8 августа 2020 на Wayback Machine.
33. ↑  Condoleezza Rice. Why We Know Iraq Is Lying Архивная копия от 21 августа 2017 на Wayback Machine. New York Times, 23 января 2003 (англ.)
34. ↑  Rice defends decision to go to war in Iraq. CNN, 22 октября 2004 (англ.) Архивная копия от 17 ноября 2004 на Wayback Machine
35. ↑  Search for the smoking gun Архивная копия от 28 октября 2006 на Wayback Machine. CNN, 10 января 2003 (англ.)
36. ↑  Rice says race can be 'one factor' in considering admissions Архивная копия от 8 сентября 2006 на Wayback Machine. CNN, 18 января 2003 (англ.)
37. ↑  Ecumenical News International. Rosa Parks honored, to be laid to rest in Detroit Архивная копия от 11 декабря 2008 на Wayback Machine. 1 ноября 2005.
38. ↑  Tom Anderson. Condoleezza Rice: True Believer, Katie Couric Profiles America’s Secretary Of State Архивная копия от 16 мая 2007 на Wayback Machine (англ.)
39. 1 2 3 4 5 6  Office of the Spokesman. Transformational Diplomacy. 18 января 2006 (англ.)  (недоступная ссылка — история). Georgetown University address. 18 января 2006 (англ.)  (недоступная ссылка — история)
40. 1 2  Diplomats Will Be Shifted to Hot Spots Архивная копия от 17 апреля 2017 на Wayback Machine. 19 января 2006 (англ.)
41. ↑  Associated Press. Condi Rice Chairs Anti-Castro Panel Архивная копия от 4 января 2007 на Wayback Machine. NewsMax.com Wires, 20 декабря 2005 (англ.)
42. ↑  Rigoberto Diaz. Castro calls Rice 'mad' Архивная копия от 20 декабря 2016 на Wayback Machine. News24, 24 декабря 2005 (англ.)
43. ↑  Condoleezza Rice. Release of Second Report of the Commission for Assistance to a Free Cuba. U.S. State Department, 10 июля 2006 (англ.)  (недоступная ссылка — история)
44. ↑  What Defeats Rice Finesses Win-Win at OAS Архивная копия от 15 декабря 2018 на Wayback Machine Washington Post (англ.)
45. ↑  The United States and Cuba Strands of a Failed Policy Архивная копия от 14 ноября 2006 на Wayback Machine IRC Americas (англ.)
46. ↑  Democracy in Latin America Is Part of Global Trend, Rice Says U.S. State Department (англ.) Архивная копия от 10 ноября 2006 на Wayback Machine
47. ↑  Ahmadinejad: Wipe Israel Off Map Архивная копия от 24 октября 2006 на Wayback Machine. Al Jazeera. 26 октября 2005 (англ.)
48. ↑  Ахмадинеджад отказался стереть с лица Земли еврейское государство. Lenta.ru (18 сентября 2006). Дата обращения: 3 января 2025. Архивировано 21 сентября 2011 года.
49. ↑  Rice denounces Iranian president’s call for Israel to be 'wiped off the map' Архивная копия от 19 мая 2006 на Wayback Machine. Iran Focus. 29 октября 2005 (англ.)
50. ↑  Iran human rights record 'to be loathed' — Rice Архивная копия от 19 октября 2006 на Wayback Machine. Iran Focus. 3 февраля 2005 (англ.)
51. ↑  Anne Gearan. Rice asks for $75M for democracy in Iran Архивная копия от 30 сентября 2007 на Wayback Machine. Iran Focus. 15 февраля 2006 (англ.)
52. ↑  Nuclear Power Plants Will Generate 6,000MW by 2010 (англ.). Iran Daily. Дата обращения: 25 апреля 2006. Архивировано из оригинала 24 мая 2006 года.
53. ↑  Iran at a Crossroads: An Historic Opportunity for A Better Future. U.S. State Department. 20 июня 2006 (англ.)  (недоступная ссылка — история)
54. ↑  World Powers Agree on Deal, Wait on Iran Архивная копия от 6 ноября 2006 на Wayback Machine. Deutsche Welle. 2 июня 2006 (англ.)
55. ↑  On-the-Record Briefing by Secretary of State Condoleezza Rice. U.S. State Department. 12 января 2006 (англ.)  (недоступная ссылка — история)
56. 1 2  Hirsh, Michael. Diplo-Dancing With Iran. — Newsweek. 12 июня 2006: 32.
57. ↑  P5 + 1 Statement: Negotiations With Iran. 12 июля 2006 (англ.)  (недоступная ссылка — история)
58. ↑  CHAPTER VII: ACTION WITH RESPECT TO THREATS TO THE PEACE, BREACHES OF THE PEACE, AND ACTS OF AGGRESSION Архивная копия от 25 августа 2014 на Wayback Machine (англ.)
59. ↑  Rice offers humanitarian aid to quake-hit Iran Архивная копия от 5 марта 2016 на Wayback Machine. IranMania. 31 марта 2006 (англ.)
60. ↑  Speaker Princeton University’s Celebration of the 75th Anniversary Of the Woodrow Wilson School of Public and International Affairs. 30 сентября 2005 (англ.) Архивная копия от 8 июля 2008 на Wayback Machine
61. ↑  Rice makes clear US objectives in Iraq Архивная копия от 12 января 2009 на Wayback Machine. 20 октября 2005 (англ.)
62. ↑  The Promise of Democratic Peace Архивная копия от 6 июня 2017 на Wayback Machine. 11 декабря 2005 (англ.)
63. ↑  Middle East Peace. 29 августа 2006 (англ.) Архивная копия от 13 января 2009 на Wayback Machine
64. ↑  Rice Conducts Telephone Diplomacy on Israel’s Gaza Withdrawal Plans. 12 апреля 2005 (англ.)
65. 1 2  Rice Mediates Gaza Disputes Архивная копия от 15 декабря 2018 на Wayback Machine. 24 июля 2005 (англ.)
66. ↑  Completion of Israeli Withdrawal From Gaza. 12 сентября 2005 (англ.) Архивная копия от 10 июля 2008 на Wayback Machine
67. ↑  Rice: Gaza Border-Crossings Deal 'In Sight' Архивная копия от 4 января 2007 на Wayback Machine. 14 ноября 2005 (англ.)
68. ↑  Rice Negotiates Deal to Open Gaza Crossings Архивная копия от 25 мая 2018 на Wayback Machine. 16 ноября 2005 (англ.)
69. ↑  Rice on Palestinian Elections. 18 января 2006 (англ.)
70. ↑  Rice Lauds Peaceful Palestinian Elections, Decries Terrorism. 30 января 2006 (англ.) Архивная копия от 22 ноября 2006 на Wayback Machine
71. ↑  Hamas 'willing' to recognise Israel Архивная копия от 30 августа 2006 на Wayback Machine. 12 апреля 2006 (англ.)
72. ↑  Hamas: We could one day recognize Israel Архивная копия от 24 сентября 2005 на Wayback Machine. 21 сентября 2005 (англ.)
73. ↑  Actions in Northern Israel and Southern Lebanon. 12 июля 2006 (англ.) Архивная копия от 13 декабря 2006 на Wayback Machine
74. ↑  U.S.'s Rice urges Israel to exercise restraint. 13 июля 2006 (англ.)
75. ↑  Bush Supports Israel’s Move Against Hezbollah Архивная копия от 15 декабря 2018 на Wayback Machine. 19 июля 2006 (англ.)
76. ↑  Rice holds key talks in Lebanon Архивная копия от 25 июля 2006 на Wayback Machine. 24 июля 2006 (англ.)
77. ↑  Special Briefing on Travel to the Middle East and Europe. 21 июля 2006 (англ.) Архивная копия от 26 июля 2006 на Wayback Machine
78. ↑  Israel strike kills at least 54, Lebanon shuns Rice Архивная копия от 8 августа 2006 на Wayback Machine. 30 июля 2006 (англ.)
79. ↑  Israel leaves Lebanon to UN Архивная копия от 2 октября 2006 на Wayback Machine. 24 июля 2006 (англ.)
80. ↑  Лавров и Райс узнали новые факты биографии друг друга Архивная копия от 8 июля 2006 на Wayback Machine РИА НОВОСТИ. 29 июня 2006.
81. ↑  Быть Кондолиззой Райс, 20.02.2012 (20 февраля 2012). Дата обращения: 3 января 2025. Архивировано 5 ноября 2014 года.
82. ↑  Кондолизза Райс добралась до Москвы. Lenta.ru (19 апреля 2005). Дата обращения: 3 января 2025. Архивировано 10 сентября 2009 года.
83. 1 2  Бёрнс, 2020, с. 282.
84. ↑  Russia-Ukraine gas row heats up Архивная копия от 30 ноября 2006 на Wayback Machine. BBC. 27 декабря 2005 (англ.)
85. ↑  Кондолизза Райс призвала Россию к ответственности в газовом конфликте. Lenta.ru (5 января 2006). Дата обращения: 3 января 2025. Архивировано 22 февраля 2014 года.
86. ↑  Rice: Russia Uses Energy Wealth as Political Weapon Архивная копия от 23 мая 2007 на Wayback Machine. Fox News. 5 января 2006 (англ.)
87. ↑  Владимир Жириновский о сексуальных проблемах Кондолизы Райс Архивная копия от 27 января 2007 на Wayback Machine. Правда. Ру.
88. ↑  Russia Won’t Block U.S. on Iran Архивная копия от 25 сентября 2017 на Wayback Machine. Washington Post. 12 января 2006 (англ.)
89. ↑  Forbes 100 Most Powerful Women in the World 2004. Forbes.com (англ.)
90. ↑  Forbes 100 Most Powerful Women in the World 2005 Архивная копия от 18 ноября 2018 на Wayback Machine. Forbes.com (англ.)
91. ↑  The 100 Most Powerful Women: #2 Condoleezza Rice Архивная копия от 16 ноября 2018 на Wayback Machine. Forbes (англ.)
92. ↑  Krieger, Lisa M. (1 марта 2009). Former Secretary of State Condoleezza Rice returns to Stanford University. Mercury News (англ.). Архивировано 4 июня 2011. Дата обращения: 3 января 2025.
93. ↑  Condoleezza Rice faculty page (англ.). Stanford University. Дата обращения: 3 января 2025. Архивировано из оригинала 9 ноября 2012 года.
94. ↑  Condoleezza Rice to lead Stanford’s Hoover Institution | Stanford News (англ.). Дата обращения: 6 сентября 2023. Архивировано 12 марта 2020 года.
95. ↑  Why are there so few Black team owners in US professional sports?. The Guardian (англ.). 14 марта 2023. Архивировано 17 марта 2023. Дата обращения: 3 января 2025.
96. ↑  Michael Juel-Larsen. Students, community members protest Rice’s visit. Daily Princetonian, 30 сентября 2005 (англ.)
97. ↑  Steve Almond. Condoleezza Rice at Boston College? I quit Архивная копия от 7 декабря 2006 на Wayback Machine. The Boston Globe, 12 мая 2006 (англ.)
98. ↑  Rice visit meets with protests Архивная копия от 17 декабря 2006 на Wayback Machine BBC News, 31 мая 2006 (англ.)
99. ↑  Christopher Curtis. Rice takes heat over anti-gay vote at U.N. Архивная копия от 20 декабря 2016 на Wayback Machine PlanetOut Network, 9 февраля 2006 (англ.)
100. ↑  Jo Piazza and Chris Rovzar. . New York Daily News 1 сентября 2005 (англ.)
101. ↑  Condoleezza displeaza Spike (недоступная ссылка). New York Daily News, 3 марта 2006 (англ.)
102. ↑  Excerpt from Twice as Good: Condoleezza Rice and Her Path to Power, by Marcus Mabry (англ.). Written Voices. Дата обращения: 3 января 2025. Архивировано 24 января 2012 года.
103. 1 2 3  Why the Crass Remarks About Rice? Архивная копия от 23 августа 2020 на Wayback Machine The Washington Post, 22 января 2005 (англ.)
104. 1 2 3  Jonathon Tilove. For Black America, The Thrill of Powell and Rice Is Gone Архивная копия от 15 ноября 2006 на Wayback Machine. Newhouse News Service, 11 марта 2004 (англ.)  (недоступная ссылка)
105. ↑  Eugene Robinson. What Rice Can’t See Архивная копия от 23 августа 2020 на Wayback Machine. The Washington Post, 25 октября 2005 (англ.)
106. ↑  Condoleezza’s Crimes Архивная копия от 2 февраля 2007 на Wayback Machine. The Black Commentator, 1 апреля 2004 (англ.)
107. ↑  Stan Correy. Condoleezza, Condoleezza. ABC Radio National, 3 апреля 2005 (англ.)
108. ↑  Marc Merano. Harry Belafonte Calls Black Republicans 'Tyrants' Архивная копия от 17 апреля 2008 на Wayback Machine. Cybercast News Service, 8 августа 2005 (англ.)  (недоступная ссылка)
109. ↑  Interview With Bill O’Reilly of the O’Reilly Factor on Fox News. 14 сентября 2005 (англ.) Архивная копия от 14 декабря 2006 на Wayback Machine
110. ↑  Mrs President Архивная копия от 3 марта 2008 на Wayback Machine. 25 октября 2005 (англ.)
111. ↑  Susan Jones. Black Democrats Don’t Like Senate’s Treatment of Rice. CNS News, 26 января 2005 (англ.) Архивная копия от 19 февраля 2008 на Wayback Machine
112. ↑  Why Condi’s star is rising Архивная копия от 6 мая 2006 на Wayback Machine. Chicago Tribune 10 января 2006 (англ.)
113. ↑  Associated Press. NAACP: Calling Rice «Aunt Jemima» is wrong. 22 ноября 2004 (англ.) Архивная копия от 25 июня 2008 на Wayback Machine
114. ↑  Dale Russakoff. How football helped shape Condoleezza the strategist Архивная копия от 28 февраля 2008 на Wayback Machine. The Standard, 7 февраля 2005 (англ.)  (недоступная ссылка — история)
115. ↑  The New York Times, 13 September 2006, Dance of Diplomacy is Grist for the Gossip Mill Архивная копия от 2 марта 2017 на Wayback Machine
116. ↑  Toronto Star, 13 September 2006, This has been a lovely trip, Peter Архивная копия от 6 июня 2011 на Wayback Machine (англ.)